# 이건홀딩스
이건홀딩스는 이건산업(주), (주)이건창호, (주)이건그린텍, 이건에너지(주) 등 국내 법인 4개사와 해외법인 5개사를 계열회사로 두고 있는 지주회사이다.
이건홀딩스는 이건그룹의 비전과 전략목표를 수립하고 이를 달성하기 위한 인사, 회계, 재무 및 경영지원 업무를 수행하고 있다. 2017년 3월 이건창호가 물적 분할되어 설립되었으며 창호를 제조, 판매하는 사업은 이건창호로 하고 동사는 존속회사로 지주회사로 전환하였다. 동사는 수익을 창출하는 재화와 용역의 성격에 따라 지주부분, 창호부문, 목재부문, 조림부문, 에너지부문, 파레트부문으로 사업을 구분하고 있다. 자회사 이건창호의 주력사업은 시스템 창호, 일반창 등 제조업이며, 이건산업은 마루 바닥재, 인테리어 합판 사업 외에 솔로몬군도 조림사업 등을 영위한다.

## 주요산업
1. 조림 사업
2. 합판, 보드류 생산
3. 목조주택자재 유통
4. 자회사의 제반 사업내용을 지배, 경영지도, 육성하는 지주사업
5. 브랜드 및 상표권 등 지적재산권의 권리 및 라이선스업
6. 시장조사, 경영자문 및 컨설팅업

## 연혁
- 2017 지주회사로의 전환을 위해 사명을 (주)이건홀딩스로 변경하고, 창호 사업부문 물적분할 실시
- 2017 (주)이건창호(분할신설법인) - 이건창호의 제조/ 판매/ 시공 담당
- 1988 (주)이건창호시스템 설립